# Ciencia en el bar
Ciencia en el bar son un conjunto de actividades científicas organizadas por la Unidad de Cultura Científica de la Universidad Pública de Navarra y  que pretenden difundir contenidos científicos y tecnológicos utilizando un lenguaje sencillo y accesible a todos los públicos. Se realizan cada jueves en un bar del casco viejo de Pamplona desde el año 2013.

## Historia
Originalmente, estas actividades comenzaron en 2013 siendo organizadas por el Club de Amigos de la Ciencia bajo el nombre de «Los jueves de ciencia», con el fin de acercar cuestiones científicas a todas las personas interesadas. En 2014, gracias a la financiación de la Fundación Española para la Ciencia y la Tecnología, la Universidad Pública de Navarra tomó el relevo y actualmente realiza piezas audiovisuales a través de las que divulgar ciencia. El proyecto contempla además la inclusión de breves fichas didácticas con el fin de que puedan servir de material de apoyo a centros escolares e institutos.
Algunos de los trabajos realizados, conocidos como experimentos tabernarios por realizarse en un bar, han tenido un gran éxito.

## Promotores
- Joaquín Sevilla Moróder: Doctor en Ciencias Físicas y profesor de Tecnología Electrónica en la Universidad Pública de Navarra.[4]
- Javier Armentia Fructuoso: Astrofísico y divulgador de la ciencia, además de director del Planetario de Pamplona desde 1993.[5]